# Don Pasquale
Don Pasquale je opera buffa o třech jednáních Gaetana Donizettiho z roku 1843. Autorem libreta je „M. A.“ (Giovanni Ruffini a Gaetano Donizetti podle starší předlohy). Premiéra byla 3. ledna 1843 v Théâtre-Italia v Paříži.
Opera je jednou z nejslavnějších ve svém žánru a spolu s Nápojem lásky a Lucií di Lammermoor je jedním z mála děl Donizettiho, které má téměř nepřetržitou divadelní tradici již od 19. století.

## Hlavní postavy
- Don Pasquale, bohatý starý mládenec (bas)
- Dr. Malatesta, lékař (baryton)
- Ernesto, synovec Pasqualův (tenor)
- Norina, mladá vdova (koloraturní soprán)

## Obsah
Don Pasquale je opera buffa o třech dějstvích. Její děj se odehrává v Římě v polovině 18. století.

### První dějství
Starý mládenec don Pasquale si svému příteli doktoru Malatestovi stěžuje, že jeho synovec Ernesto odmítá bohatou nevěstu, kterou mu vybral, a místo toho si chce vzít mladou chudou vdovu Norinu. Malatesta přeje svazku Ernesta s Norinou. Proto vymyslí následující plán: don Pasquale se zdánlivě ožení s Norinou, kterou bude považovat za domnělou sestru Malatestovu. Ta mu však bude po svatbě dělat ze života peklo tak dlouho, až se jí don Pasquale rád zřekne ve prospěch svého synovce.

### Druhé dějství
Hned po fingované svatbě před nepravým notářem, na které je Ernesto dokonce svědkem, začne Norina skutečně dělat donu Pasqualovi jednu scénu za druhou. Don Pasquale začíná litovat svého ukvapeného sňatku a přemýšlí, jak by se nesnesitelné manželky nejsnáze zbavil.

### Třetí dějství
Týrání dona Pasquala ze strany Noriny se stále stupňuje. Když před ním Norina „náhodou“ upustí na zem pozvání na schůzku s milencem, chopí se don Pasquale této možnosti a slibuje svému synovci, že pokud Norinu přistihne, vzdá se jí v jeho prospěch.
Ke schůzce Noriny s jiným mužem opravdu dojde, Ernesto zde hraje Norinina milence. Don Pasquale Norinu vyhání a ta se vzápětí vrací jako Ernestova nevěsta.

## Historie vzniku
Na podzim roku 1842 se Donizetti po krátkém pobytu v Neapoli vrátil do Paříže, kde měl dohlížet na reprízy opery Linda de Chamounix v Théâtre-Italien a pracovat na projektu nové opery pro Vídeň, Caterina Cornaro na libreto Giacoma Sacchèra.

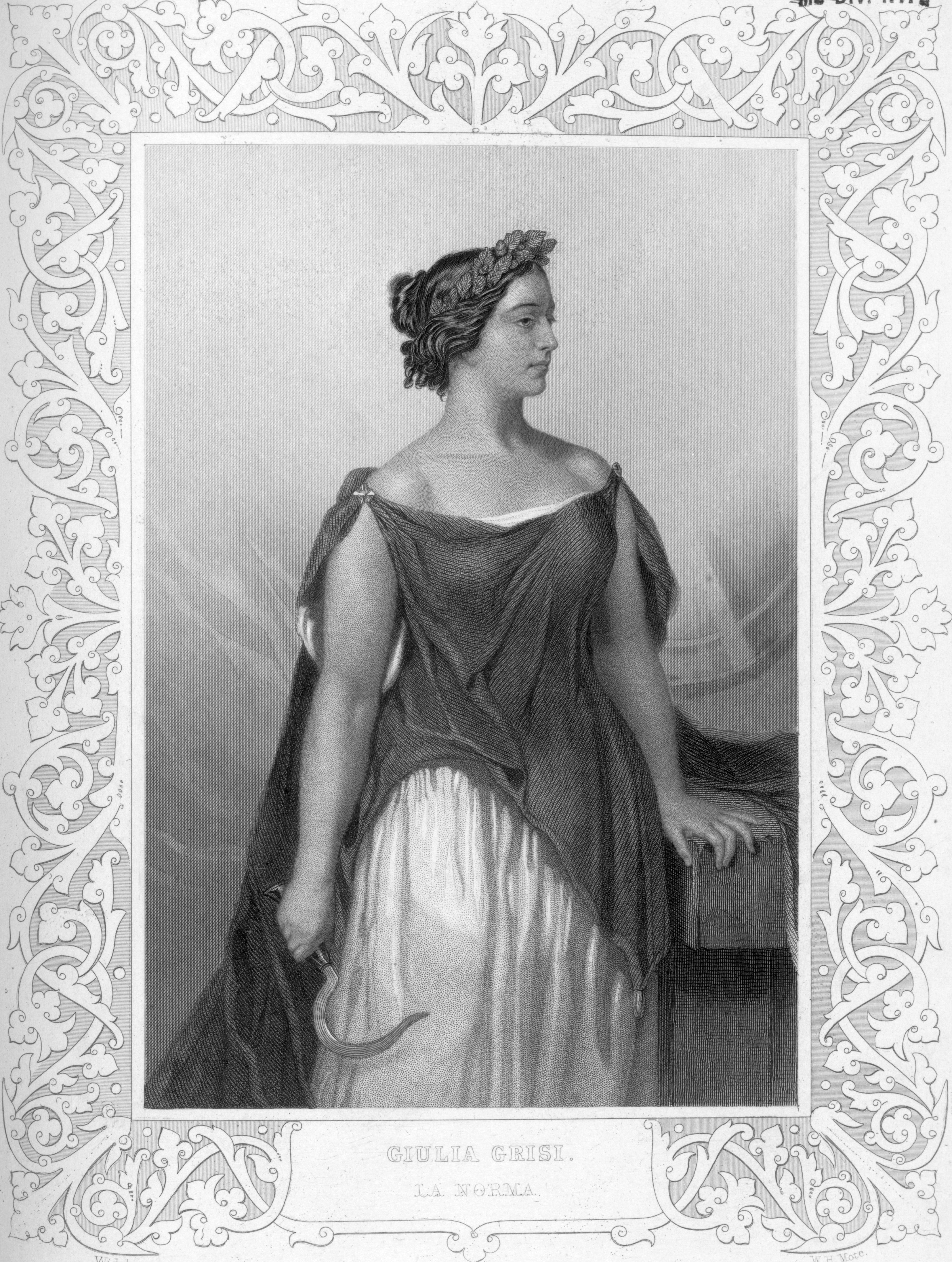
Giulia Grisi

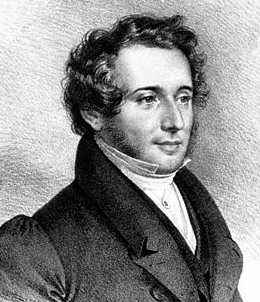
Antonio Tamburini

Donizetti už dosáhl svého vrcholu, složil své nejslavnější opery, včetně Anna Bolena, L'elisir d'amore, Lucia di Lammermoor, La favorite a La Fille du régiment. Nový režisér divadla Théâtre-Italia, kritik Jules Janin, mu navrhl zkomponovat operu buffa, u které by se mohl spolehnout na řadu špičkových zpěváků: na sopranistku Giulii Grisi, tenoristu Maria, barytonistu Antonia Tamburiniho a basistu Luigiho Lablache. Donizetti zakázku přijal a rozhodl se pracovat na starém libretu Angela Anelliho k opeře Stefana Pavesiho Ser Marcantonio, která měla premiéru v Miláně v roce 1810 a byla v letech následujících po svém vzniku velmi populární. Potřebné úpravy měl na starosti italský spisovatel Giovanni Ruffini, tehdy uprchlík v Paříži. Ruffini začal psát libreto v prvním říjnovém týdnu. Ale Donizetti, jemuž bylo libreto někdy neprávem připisováno, a také zpěváci při zkouškách požadovali takové úpravy, že Ruffini nakonec od práce odešel a požadoval, aby se jeho jméno neobjevilo na premiérovém plakátu. Giovanni Ruffini se na zpracování libreta jistě podílel; do jaké míry on a do jaké míry sám Donizetti již nelze objasnit. Libreto bylo nakonec publikováno pod monogramem „M. A.“ 
Když se Donizetti dozvěděl, že libreto opery Caterina Cornaro určené pro Vídeň zhudebňuje také Franz Lachner, přerušil na této opeře práci. 12. listopadu pak oznámil svému příteli Antoniovi Vassellimu, že dokončil Dona Pasquale.

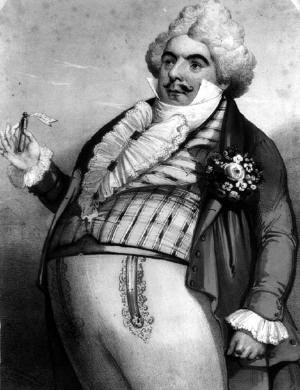
Luigi Lablache jako Don Pasquale, Paříž 1843

Traduje se, že opera vznikla za pouhých jedenáct dní, ale je pravděpodobné, že v tomto období vznikly „pouze“ vokální linky a že orchestrace pochází z jiné doby. Skladatel použil fragmenty hudby napsané dříve pro jiná díla: Gianni di Parigi, L'elisir d'amore, L'Ange de Nisida (proměněná na Favoritku). Zkoušky řídil sám. Konaly se v mrazivé atmosféře, orchestru se partitura nelíbila. Během závěrečné generální zkoušky Donizetti ještě přidal nový kus, Com'è gentil, který napsal pro tenoristu do třetího dějství. ("Tady, dej to Mariovi a řekni mu, aby zazpíval poslední scénu v zahradě jako serenádu Norině"). Co se týče obav o úspěch opery, skladatel žádné neměl „Neboj se o mě...Moje dílo bude mít úspěch“, prohlásil.
Don Pasquale, jako jedna z posledních autorových skladeb, měl  premiéru v Théâtre-Italien v Paříži 3. ledna 1843. Premiéra byla triumfální, kritika ale vlažná.

## Instrumentace
Orchestrální partitura opery zahrnuje tyto nástroje:
- Dřevěné dechové nástroje: dvě flétny (2. také pikola), dva hoboje, dva klarinety, dva fagoty

- Žestě: čtyři lesní rohy, dvě trubky, tři pozouny
- Tympány, perkuse: basový buben, činely
- Smyčce
- Scénická hudba: tamburína, dvě kytary

## Hudba
Don Pasquale je často považován za poslední významnou operu buffa i když později vznikla některá docela úspěšná díla tohoto žánru, mezi jinými od bratrů Federica a Luigi Ricciových.
Podle partitury se hudba Dona Pasquala skládá ze 13 čísel, která jsou propojena recitativy, doprovázenými orchestrem. Opera je tak prokomponovaná, což ji odlišuje nejen od oper buffa Mozarta, Cimarosy a Rossiniho, ale také od Donizettiho vlastní opery Nápoj lásky, zkomponované o jedenáct let dříve, ve které jsou ještě krátké secco recitativy s doprovodem continua. Tento detail ukazuje, že Donizetti se zde pokusil žánr modernizovat.

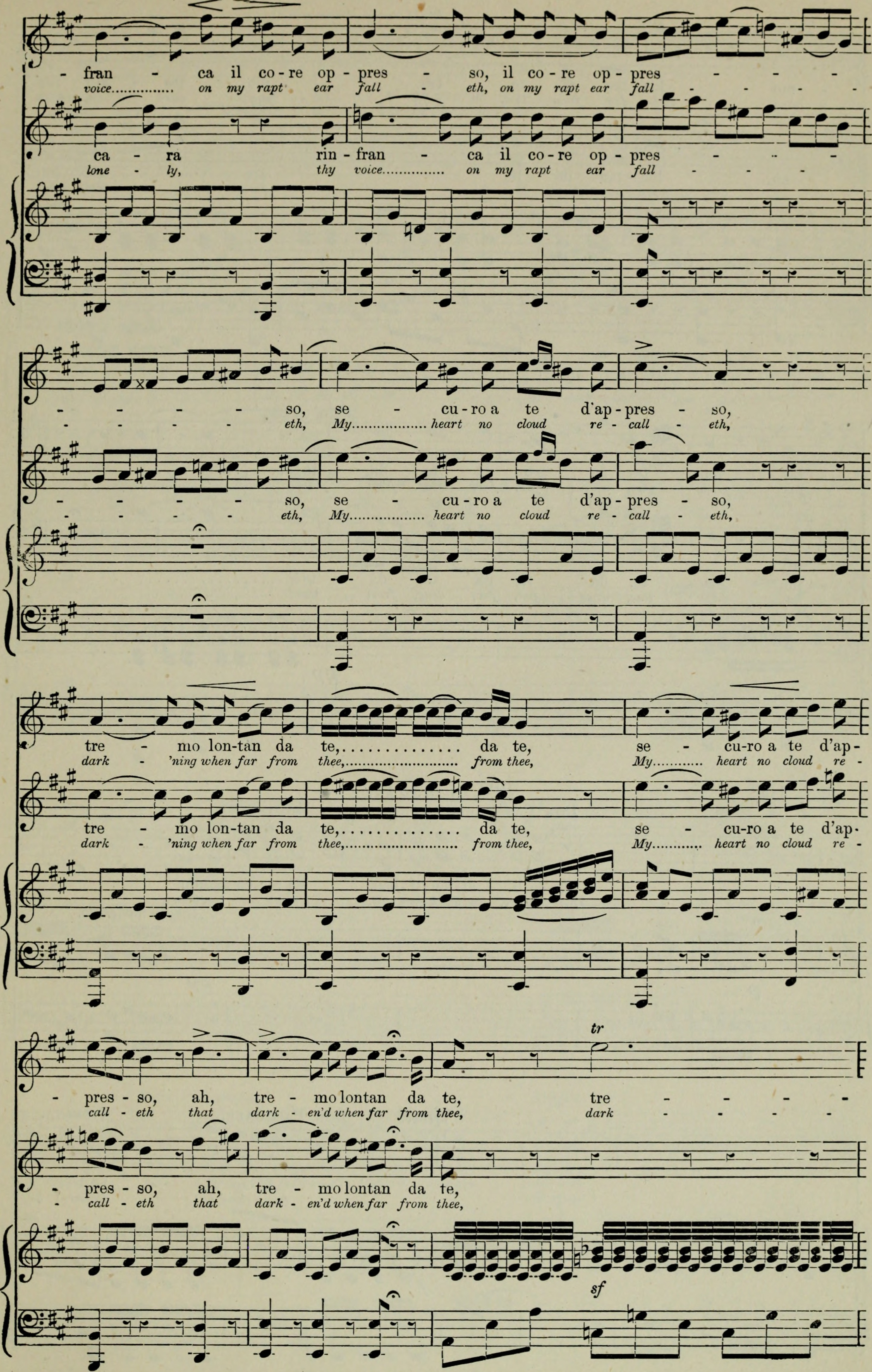
Úryvek z duetu Norina-Ernesto Tornami a dir che m'ami...,Třetí dějství (klavírní výtah)

I když si zachovává a efektivně využívá typické rysy italské buffa opery - jako je rychle brebtavý parlando styl, připomínající Rossiniho Barbiere di Siviglia - Donizetti jej v Donu Pasqualovi mísí se stylovými prvky francouzské opery comique, která byla ovlivněna také Rossinim.
Vzhledem k tomu, že jde o jednu z posledních Donizettiho oper, lze zde nalézt typické rysy jeho pozdního stylu, který byl již místy vysoce romantický, jako je jemná instrumentace a harmonizace (inspirovaná zejména francouzskými vzory). Výsledkem je nápaditá, převážně svěží a komediální hudba, ale s lyrickými, idylickými až melancholickými momenty
Úvodní předehra je potpourri nejzajímavějších a nejkrásnějších melodií opery. Nejneobvyklejším instrumentačním efektem partitury je použití velmi lyrické sólové trubky v předehře k Ernestově smutné „rozlučkové“ scéně Povero Ernesto ... Cercherò lontana terra na začátku 2. dějství ((tento velmi slavný kousek byl pravděpodobně předlohou pro dojemnou ideu, když Gelsomina hraje na trubku ve Felliniho filmu La strada a to o více než sto let později).
Poetickým vyvrcholením opery je Ernestova serenáda Comé gentil... za doprovodu kytary na začátku třetího dějství se sborovým zpěvem v zákulisí a hned následující pianissimo duet Tornami a dir che m'ami.. ., který svou okouzlující belcantovou sladkostí připomíná Rossiniho Armidu (1817). Dalšími hudebními vrcholy jsou koloraturní árie Noriny.

## Inscenační historie
Premiéra, plánovaná na prosinec 1842, se konala 3. ledna 1843 za přítomnosti skladatele. Hudebním režisérem byl Théophile Tilmant, režie se ujal Toussaint-Eugène-Ernest Mocker a scénografie Domenico Ferri. Velmi neobvyklé pro premiéru buffa opery bylo hvězdné obsazení Luigi Lablache (Don Pasquale), Antonio Tamburini (Malatesta), Mario (Ernesto), Giulia Grisi (Norina) a Federico Lablache (Notář).
Don Pasquale měl obrovský úspěch, takový jako předtím v Paříži (1835) Belliniho I puritani. Opera byla téhož roku uvedena v Londýně ve stejném obsazení (premiéra 29. června 1843) a 14. května 1843 poprvé v Kärntnertor Theatre ve Vídni - s malými změnami Donizettiho. Dílo se neuvěřitelnou rychlostí rozšířilo na další pódia v Evropě i mezinárodně.
Opera byla přeložena do francouzštiny Gustavem Vaëzem a Alphonse Royerem[18] a byla uvedena v Bruselu dne 11. srpna 1843 a v Lille dne 9. listopadu 1843. Jako americká premiéra pak v Théâtre d'Orléans v New Orleans dne 7. ledna 1845.
První australské představení bylo uvedeno v Sydney 12. října 1854 v Royal Victoria Theatre.

## Nahrávky (výběr)
- 1978 (ANGEL LP SBLX-3871, EMI CD 5 66030 2) Beverly Sills, Alfredo Kraus, Donald Gramm, Alan Titus, Ambrosian Opera Chorus, London Symphony Orchestra; Sarah Caldwell (dirigent)
- 1979 (Eurodisc LP 300 380, RCA CD 74321 32229 2) Lucia Popp, Francisco Araiza, Jevgenij Něstěrenko, Bernd Weikl, Chor des Bayerischen Rundfunks, Münchner Rundfunkorchester; Heinz Wallberg (dirigent)
- 1983 (His Master's Voice LP 14-3436-3, EMI CD 7 47068 2), Mirella Freni, Gösta Winbergh, Sesto Bruscantini, Leo Nucci, Ambrosian Opera Chorus, Philharmonia Orchestra; Riccardo Muti (dirigent)
- 1990 (Erato CD 2292-45487-2) Barbara Hendricks, Luca Canonici, Gabriel Bacquier, Gino Quilico, Chor and Orchester der Opéra de Lyon; Gabriele Ferro (dirigent)
- 1993 (RCA CD 09026 61924 2) Eva Mei, Frank Lopardo, Renato Bruson, Thomas Allen, Chor und Symphonieorchester des Bayerischen Rundfunks; Roberto Abbado (dirigent)